# Міокардіодистрофія
Міокардіодистрофія — незапальне ураження серцевого м'яза (міокарда), пов'язане з порушеннями його метаболізму внаслідок позасерцевих причин, зокрема, гострих та хронічних екзогенних інтоксикацій, ендокринних та обмінних порушень, анемії, фізичних перенавантажень, інфекційних хвороб, фізичних агентів (перегрівання, радіація тощо), при системних захворюваннях. До них належать також відкладання у міокарді патологічних продуктів обміну або нормальних метаболітів (амілоїд, залізо у хворих гемохроматозом, глікоген та ін.). Є клінічним синдромом,який може супроводжувати багато серцевих і загальносистемних захворювань.
Г. Ф. Ланг (1936 р.) визначав дистрофію міокарда як порушення фізико-хімічної та біохімічної структури серцевого м'язу та його обміну речовин.

## Етіологія та патогенез
Виділяють міокардіодистрофію:
- анемічну;
- ендокринну, дисметаболічну;
- токсичну;
- алкогольну;
- зумовлену гострим та хронічним фізичним перенапруженням;
- пов'язану з системними нервово-м'язовими захворюваннями (міастенія, прогресуюча дистрофія, дистрофічна міотонія);
- особливі форми міокардіодистрофії, що виникають при:
  - закритій травмі грудної клітки;
  - впливу вібрації;
  - впливу радіації;
  - надлишковому скупченні в міокардіоцитах нормальних метаболітів — глікогену, ліпідів, заліза.

Дистрофія міокарду — завжди процес дифузний, що зачіплює увесь міокард з наступним порушенням мікроструктур та скорочувальної здатності м'язових волокон. При прогресуванні розвиваються кардіосклероз, серцева недостатність, відмічаються порушення серцевого ритму.

## Лікування
Усунення причини. Використовуються також засоби, що сприяють нормалізації обміну в міокарді: полівітамінні препарати, кокарбоксилаза по 50-100 мг на день, анаболічні речовини — оротат калія по 1 г на день, метандростенолон по 0,005-0,01 г на день, метиландростендиол, нандролону фенілпропіонат, глюкоза, натрію аденозинтрифосфат, пантокрин, аденін, інозин та ін. При серцевій недостатності призначають серцеві глікозиди, панангін, калію хлорид, сечогінні засоби.